# Escornebœuf (rivière)
Pour les articles homonymes, voir Escornebœuf.
L'Escornebœuf est une rivière du sud de la France qui parcourt les départements du département de Tarn-et-Garonne et de Lot-et-Garonne en région Occitanie et Nouvelle-Aquitaine c'est un affluent de la Séoune donc un sous-affluent de la Garonne.

## Géographie
De 11,1 km de longueur, l'Escornebœuf prend sa source dans le département de Tarn-et-Garonne commune de Bourg-de-Visa et se jette dans la Séoune en Lot-et-Garonne commune de Saint-Maurin.

## Départements et communes traversés
- Tarn-et-Garonne : Bourg-de-Visa, Brassac.
- Lot-et-Garonne : Saint-Maurin, Engayrac.

## Principaux affluents
L'Escornebœuf a 5 petits affluents répertoriés.